# Blastobasis radiata
Blastobasis radiata é uma espécie de mariposa do gênero Blastobasis pertencente à família Coleophoridae.